# Nassarius mendicus
Nassarius mendicus is een slakkensoort uit de familie van de Nassariidae. De wetenschappelijke naam van de soort is voor het eerst geldig gepubliceerd in 1850 door Gould.